# Kang Bong-chil
Kang Bong-chil (* 7. November 1943) ist ein ehemaliger nordkoreanischer Fußballspieler. Mit der Nationalmannschaft der Demokratischen Volksrepublik Korea nahm er 1966 an der Fußball-Weltmeisterschaft 1966 in England teil; hier bestritt Kang Bong-chil mit der Rückennummer „4“ das Gruppenspiel gegen die Sowjetunion – gegen Chile, Italien (jeweils Gruppenphase) und Portugal (Viertelfinale) wurde Kang Bong-chil nicht eingesetzt. 1966 stand er bei der Sportgruppe 25. April unter Vertrag. Außerdem kam der 172 Zentimeter große Abwehrspieler in den Jahren 1965 und 1973 bei vier WM-Qualifikationsspielen gegen Australien (zwei Spiele), den Iran und Syrien (jeweils ein Spiel) zum Einsatz.